# Leonzio Massa Saluzzo
Leonzio Massa Saluzzo, conte (Casalnoceto, 27 gennaio 1799 – Tortona, 1º settembre 1869), è stato un magistrato e politico italiano.